# Fogo Island (kommun)
Fogo Island är en kommun på ön Fogo Island i provinsen Newfoundland och Labrador i Kanada. Det fanns 2 244 invånare vid folkräkningen 2016.

## Historia
Kommunen bildades i mars 2011 genom en ihopslagning av flera mindre kommuner 
- Fogo
- Joe Batt's Arm-Barr'd Islands-Shoal Bay
- Seldom-Little Seldom
- Tilting

## Etymologi
Namnet är av portugisiskt ursprung och skrevs först y do fogo, i betydelsen av elden, i atlasen ”Miller I Atlas” av Jorge Reinel (1516–1522). Det kan syfta på en skogsbrand i området.

## Demografi
Den kanadensiska folkräkningen 2011 innehåller följande uppgifter om den tidigare kommunen Fogo.
- Befolkning 2011 – 658
- Befolkning 2006 – 748
- Befolkning 2001 – 803
- Förändring 2006 – 2011 -12,0 procent
- Förändring 2001 – 2006 -6,8 procent
- Befolkningstäthet: 111,2
- Yta 5,92 km2

Det cirkulerar flera uppgifter om folkmängden, beroende på hur man räknat kring sammanslagningen av orter i mars 2011. Enligt Sensus statistik var invånarantalet  i Fogo Island 421 personer.